# Moquinia racemosa
Moquinia racemosa là một loài thực vật có hoa trong họ Cúc. Loài này được (Spreng.) DC. mô tả khoa học đầu tiên năm 1838.